# Cypernkrisen 1974
Turkiska invasionen av Cypern  (grekiska: Τουρκική εισβολή στην Κύπρο), känt i Turkiet som Kıbrıs Barış Harekâtı (Fredsuppdraget på Cypern), Kıbrıs Harekâtı (Operationen på Cypern) eller som de turkiska väpnade styrkornas kodnamn Atilla Harekâtı (Operation Atilla), var en turkisk militär invasion som inleddes den 20 juli 1974 som ett svar på den av den grekiska militärjuntan uppbackade statskuppen på Cypern. Kuppen, iscensatt av Cypriotiska Nationalgardet i samarbete med EOKA B, avsatte cypriotiska presidenten ärkebiskop Makarios III och Nikos Sampson installerades i hans ställe. Mer än en fjärdedel av befolkningen på Cypern uteslöts från den ockuperade norra delen av ön där grekcyprioter utgjorde 80 % av befolkningen. Det fanns också ett flöde av cirka 50 000 turkcyprioter som flydde från söder till norr efter konflikten. Den turkiska invasionen av Cypern slutade i en delning av Cypern längs den FN-övervakade gröna linjen som fortfarande idag delar Cypern. År 1983 förklarade Norra Cyperns Turkiska Republik (KKTC) sig som självständigt, även om Turkiet är den enda staten som hittills erkänt den. Grek- och turkcyprioter får för närvarande resa fritt över ön efter restriktionslättnader.

## Bakgrund
Befolkningen uppgick 1974 till drygt 600 000, varav en majoritet var greker och en minoritet (120 000) turkar från den osmanska tiden. Därtill fanns en mindre minoritet armenier. Efter att under mer än 300 år ha tillhört Turkiet (Osmanska riket) så ingicks 1878 ett avtal mellan Osmanska riket och Storbritannien om att ön tills vidare skulle underställas brittisk administration. Med det Osmanska rikets nederlag i första världskriget upphävde dock Storbritannien avtalet och förklarade istället Cypern som en brittisk kronkoloni. En uppluckring mot självstyre hade påbörjats under andra världskriget, men Storbritannien ökade vid Suezkrisen 1954 sina militära anspråk på ön. 
Trots att Cypern inte tillhört Grekland (Bysantinska riket) sedan Rickard Lejonhjärtas dagar fanns det från 1925 en betydelsefull panhellensk rörelse för enosis, att ena Cypern med Grekland bland den grekiska befolkningen på ön. Ledare för denna strömning var i första hand företrädare för Grekisk-ortodoxa kyrkan. En inofficiell folkomröstning 1950, genomförd av kyrkan och kommunisterna, visade att 96 procent av grekcyprioterna önskade enosis. Motståndet mot Storbritannien och det turkiska inflytandet kulminerade 1955 med att EOKA inledde ett gerillakrig, ledd av Georg Grivas, vilket fick Storbritannien att 1956 deportera ärkebiskop Makarios III, vilken givit EOKA sitt stöd utan att dock själv vara direkt involverad. 1959 fick han återvända i utbyte mot att han accepterade en kompromiss: självständighet för Cypern (från Brittiska imperiet) och övergivande av tanken på enosis. När självständighet utropades 1960 valdes Makarios till landets president, men landet var djupt sårat av de föregående årens etniska konflikter och politiska intriger som Akritasplanen. Man beslöt att Storbritannien, Grekland och Turkiet skulle agera skyddsmakter åt Cypern, bland annat genom att säkerställa den politiska balansen i parlamentet och regeringen, och länderna fick militär interventionsrätt. Med anledning av detta behöll Storbritannien två suveräna baser på ön, Akrotiri och Dhekelia.
På grund av väpnade konflikter 1963–1964 bildade Förenta nationerna (FN) den 4 mars 1964 Unficyp, en särskild fredsbevarande styrka som förlades på Cypern, och i Nicosia upprättades en "grön linje" mellan grek- och turkcyprioter som FN patrullerade. Stora grupper människor fick flytta, för att föra samman de utspridda turkcyprioterna i en enklav.
Oförenlighet mellan Makarios och Grivas ledde till att nya strider utbröt 1967 i samband med militärjuntans maktövertagande i Grekland. Hotet om krig mellan de båda Natoländerna Grekland och Turkiet var överhängande. Regeringen bröt samman och ständiga fredssamtal hölls utan att något resultat kunde uppnås. General Grivas hade i Aten bildat en ny gerillagrupp, EOKA B, och i hemlighet återvänt till Cypern 1971 för att återuppta kampen för enosis - en anslutning till Grekland av hela Cypern. Ledarna över det grekcypriotiska nationalgardet, 650 officerare med grekiskt medborgarskap, byttes successivt ut mot juntasympatisörer, och olika strategiska intressegrupper på Cypern infiltrerades i samma syfte.
De första dagarna i juli 1974 sände president Makarios ett brev till Greklands president Phaedon Gizikis med anklagelser om sammansvärjning mot honom som person och mot landet Cyperns självständighet. I brevet krävde han att samtliga 650 officerare skulle återkallas. I syfte att återta kontrollen över nationalgardet, beslöt Makarios samtidigt att skära ner antalet anställda i armén.

## Statskuppen
Den 15 juli utförde de grekiska officerarna över det cypriotiska nationalgardet och medlemmar av EOKA B en statskupp i Cypern, med presidentpalatset som första mål. Makarios lyckades undkomma attentatet genom att fly från sitt residens, varigenom militären övertog landets styre och utsåg Nikos Sampson, en före detta gerillasoldat i EOKA och öppet sympatisör med EOKA B, i hans ställe. I radion spreds budskapet att kuppen skett för att förhindra inbördeskrig mellan greker, och felaktigt påstod militären att presidenten var död. Sampson bildade sin regering redan den 16 juli, och Makarios tog tillflykt i ett kloster varifrån han gav radiosändningar till cyprioterna, och visade att han var vid liv. Genom brittisk försorg lyckades han fly via Malta till London. 
Samma dag som statskuppen ägde rum, begärde FN:s generalsekreterare Kurt Waldheim att Säkerhetsrådet skulle sammanträffa för att överlägga ärendet, med hänvisning till frågans allvar vad beträffade internationell fred. Säkerhetsrådet träffades den 16 och 19 juli. Internationellt uttrycktes flera farhågor och kritik mot Greklands agerande från Nato, Warszawapakten, Jugoslavien, Kina och Europeiska gemenskaperna (EG). Grekland svarade att detta var en inre angelägenhet – sådana får andra länder enligt folkrätten normalt inte lägga sig i. Att den grekiska regeringen skulle ha haft något direkt ansvar för statskuppen tillbakavisades bestämt av juntan, men deras inblandning har sällan eller aldrig betvivlats på allvar. 
Under sina bortavaro begav sig Makarios till FN:s högkvarter i New York för att ge rapport om den utförda militärkuppen. Han sammanträffade även med Harold Wilson, som försäkrade honom sitt stöd. Överläggningar mellan Wilson och Bülent Ecevit den 17 och 18 juli strandade efter att Ecevit ensam tolkade situationen som en grekisk invasion. Att han kom till denna slutsats berodde delvis på uppgifter om att grekiska styrkor anlänt till Cypern för att bistå nationalgardet. 
Dagarna närmast efter statskuppen var dagar av terror. Återigen utbröt inbördeskrig. Fullskaliga strider utspelades i bland annat Nicosia, Limassol, Famagusta, presidentpalatset sattes i brand, och mer än 1 000 personer fängslades. Omkring mellan 500 och 700 makariostrogna grekcyprioter beräknas ha dödats. Sampson fick genast full kontroll över landet. Vid sin första presskonferens visade han upp tortyrredskap som han påstod att Makarios använt mot politiska motståndare.

## Turkiets invasion

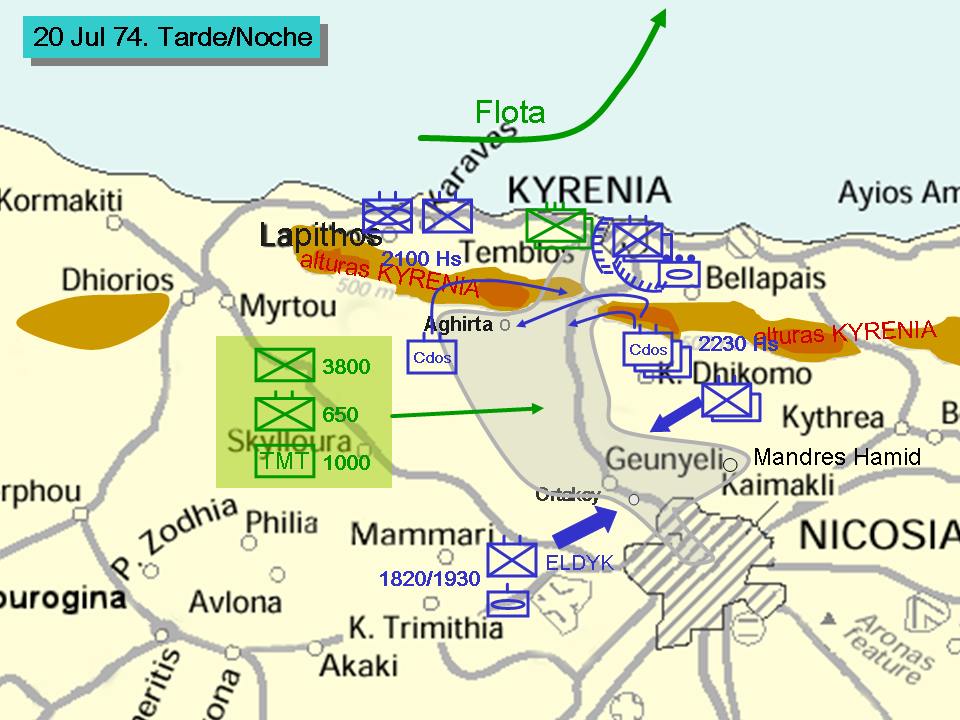
Placering av de turkiska styrkorna under de sena timmarna den 20 juli 1974.

Turkiet invaderade Cypern tidigt om morgonen den 20 juli via Kyrenia, med 6 000 man, flyganfall och 40 stridsvagnar, åberopande garantifördraget av 1959 och med det uttalade syftet att återställa det konstitutionella styret. Inledningsvis fick Turkiet stöd för sin invasion i omvärlden; kritik skulle dock uppkomma senare. Attacken var också väntad, med tanke på tidigare relationer och ståndpunkter i Cypernfrågan. 
Värst rasade striderna i Nicosia längs gröna linjen, men på hela ön förekom strider. Turkiet hade efter en vecka kontroll över en tredjedel av ön, på dess nordliga sida. Grekcyprioterna koncentrerade sina motattacker till turkcypriotiska områden, och de intog flera byar. Sammandrabbningar skedde även till havs och i luften. Unficyp hade inte befogenhet att ingripa mot invasionen, men FN:s säkerhetsråd krävde omedelbar vapenvila i sin 353:e resolution och uppmanade främmande styrkor att dra sig tillbaka och kallade Grekland, Turkiet och Storbritannien till fredsförhandlingar i syfte att återge Cyperns regering auktoritet över ön.  
Eftersom det var semestertider, fanns ett stort antal utlänningar på Cypern, vilka hamnade mitt i ett blodigt krig, med bland annat flyganfall. En FN-beordrad vapenvila slöts den 22 juli, men strider fortsatte trots detta. Unficyp försökte uppnå eld upphör lokalt, men hade varken mandat eller utrustning att hantera det fullskaliga krig som utkämpades mellan den turkiska armén och det grekcypriotiska nationalgardet. Till Unficyps uppdrag hörde också att evakuera de många utlänningarna till de brittiska baserna så att de därifrån skulle kunna ta sig från krigsplatsen. 
Turkiet var militärt överlägset, med omkring 20 000 landsatta soldater, mot det grekcypriotiska nationalgardets 10 000 man. Den humanitära situationen var akut. 200 000 grekcyprioter hade tvingats fly från Nordcypern, och 53 000 turkcyprioter från den södra delen. Bara de grekcypriotiska flyktingarna utgjorde sålunda nästan en tredjedel av öns befolkning. Under endast 1974 utfärdade FN:s säkerhetsråd elva resolutioner om Cypern. Mellan 24 juli och 14 augusti ökade Unficyp från 2 078 till 4 444 man. Till följd av krisen försvann över ettusen grekcyprioter och turkcyprioter, vilkas öden ännu är oklara. Tusentals människor hade dödats och lemlästats.

## Fredsförhandlingar

Republiken Cyperns flagga föreställer bland annat en karta över ön Cypern, inklusive Nordcypern som sedan krisen 1974 ockuperas av Turkiet.

Till följd av händelserna på Cypern föll militärjuntan i Grekland den 23 juli, och Kontantin Karamanlis återkallades till landet som premiärminister. Därmed blev det dennes utrikesminister som höll fredsförhandlingarna med Turkiet och Storbritannien. Dessa pågick i Genève från den 25 juli. Med anledning av juntans fall avgick Cyperns president Sampson samma dag (23 juli), och efterträddes författningsenligt av Glafkos Klerides, som var talman i Cyperns parlament. 
Den 30 juli undertecknades fredsavtalet, i vilket Turkiet tills vidare fick behålla sina besittningar på Nordcypern, med egen polismakt och militär, vilka skulle åtnjuta skydd av Unficyp. För att stabilisera läget inrättade FN en buffertzon mellan Cypern och Nordcypern, som kontrollerades av Unficyp. Fredsavtalet uppmanade till evakuering av de grekiska och grekcypriotiska styrkorna som uppehöll sig i de turkiskkontrollerade områdena, och slog fast att Unficyp skulle upprätthålla ordningen i orter med både grek- och turkcypriotisk befolkning. 
FN:s säkerhetsråd antog den 1 augusti Resolution 355 om ökad militär närvaro på ön. Internationella röda korset kallades in för fångutväxling och för att hjälpa civila som hade drabbats.

## Upplösning
Turkiet hade planer på att införa ett statsskick av schweiziskt eller jugoslaviskt mönster på Cypern, något som Grekland och Cyperns regering motsatte sig, varför krisen blossade upp igen i augusti. En andra fredskonferens hölls i Genève från 8 till 13 augusti, men denna bröt samman efter att Turkiet ställde krav på att turkcyprioterna skulle få sex autonoma regioner. 
När de andra parterna vägrade gå med på detta bröt Turkiet vapenvilan den 14 augusti. Denna gång kunde inte Turkiet legitimera striderna med garantifördraget. Både Nicosia och semesterorten Famagusta bombades och besköts av turkarna, och den grekcypriotiska regeringen tvingades fly från huvudstaden. Unficyp evakuerade alla civila från dessa städer, och de hårda striderna ledde till ett förhållandevis stort manfall av FN-soldater. Grekcypriotiska civila flydde till de brittiska baserna i tiotusental, men turkarna förbjöd FN att hjälpa dem. Eld upphör proklamerades samma dag. Nato, som både Grekland och Turkiet var medlemmar av, hamnade i gungning, och Grekland avsade sig den 16 augusti sitt medlemskap. FN:s generalsekreterare Kurt Waldheim företog personligen fredssamtal med representanter för parterna, vilket ledde till att den grekcypriotiske presidenten Klerides och turkcypriotiske vicepresidenten Rauf Denktash möttes varje vecka för överläggningar, huvudsakligen om flyktingfrågor. Denktash blev i samband med detta Nordcyperns ledare.
Grekcyprioternas underläge och den politiska situationen tvingade Karamanlis att den 15 augusti förklara att han inte förmådde möta Turkiet i strid, och den 18 augusti genomdrevs ännu en vapenvila av FN, med Resolution 360. Sedan dess har Turkiet kontrollerat Nordcypern, 37 procent av Cyperns totala yta. Fångutväxling påbörjades den 20 september; samtliga fångar var studenter och lärare vid universitetet. Lokalt fortsatte dock striderna med stora förluster till följd, av människoliv och kulturarv. Svenska FN-soldater, som tidigare anklagats av turkarna för att olovligen ha hjälpt grekcyprioter, utpekades som plundrare och för våldsdåd, vilket Sveriges regering tillbakavisade. Dessa anklagelser användes av de turkiska styrkorna för egenmäktiga genomsökningar av FN:s posteringar. När striderna mojnat upptäcktes flera massgravar från årets dödsskörd, bland annat 80 lik på en soptipp i Maratha och 65 utanför Famagusta.
Den 7 december återvände ärkebiskop Makarios till Cypern, och återinträdde i presidentämbetet. Denktash vägrade acceptera Makarios ställning och dennes krav på att ena Cypern. Flyktingfrågan, framför allt de 200 000 grekcyprioterna, var länge en social och politisk oroshärd. Denktash förklarade redan tidigt att han inte ämnade låta dem återvända, då deras närvaro skulle störa den turkiska stämning som började ta sig form i Nordcypern. Redan under våren 1975 hade deras egendomar fördelats bland turkcyprioterna. Flyktingarna fick länge leva provisoriskt, och saknade möjlighet att försörja sig, då det fanns få arbetstillfällen, och samtidigt fick EOKA B en rekryteringspool. I februari 1975 försökte grekcyprioterna tillmötesgå tidigare krav, och föreslog en federation som lösning, men turkcyprioterna svarade med att utropa Turkiska republiken Nordcypern.
Konflikten mellan grek- och turkcyprioter samt Grekland och Turkiet med avseende på Cypern, som fortfarande är en realitet, brukar gå under benämningen Cypernfrågan. Unficyp har fortsatt närvaro på ön.